# 阿富汗巴基斯坦人
现在有30000-50000巴基斯坦人在阿富汗，因联邦直辖部落地区边境管理松散，因此人民幾乎自由往来。

## 勞工
在2004年大約有30000-50000人到阿富汗当勞工。但因没政府记錄真正數字不详。在坎大哈、加茲尼、瓦尔达克省与赫尔曼德也有他们，在2006年他们增加至六万人。

## 難民
2008年1月，bbc报告幾百个普什图家庭，6000個妇孺被強逼赶到阿富汗。当时巴基斯坦官軍正在西北边境省与塔利班战斗。